# Jelen

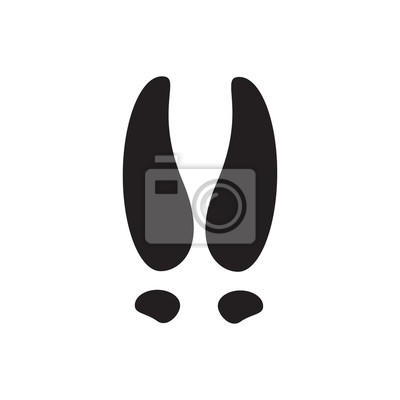
Stopa Jelena

Jelen je české rodové jméno pro velkou spárkatou zvěř z čeledi jelenovití. Většina patří do rodu Cervus, společně se sambary a barasingou, výjimkou je jelen milu, který je jediným druhem rodu Elaphurus. Jelen lesní a jelen sika jsou významnou lovnou zvěří, proto byli introdukováni i na místa, kde se dříve nevyskytovali a často jsou chováni v oborách.
Samice jelena se nazývá laň, mládě pak kolouch (řidčeji kolouš).
Samcům přes léto narůstají parohy, laním (samicím) nikdy. Samci pak paroží na konci zimního období shazují, po skončení soubojů podzimní říje. S věkem samce se zvětšuje jeho hříva i velikost paroží.
V českých lesích se můžeme setkat s jelenem lesním (jelen evropský, Cervus elaphus) a s nepůvodní sikou (Cervus nippon).

## Druhy
- rod Cervus
  - jelen bělohubý (Cervus albirostris)
  - jelen evropský (Cervus elaphus, Linné)
  - jelen lyrorohý (Cervus eldii)
  - jelen sika (Cervus nippon)
  - jelen Schomburgkův (Cervus schomburgki) †
  - jelen wapiti (Cervus canadensis)
  - jelen bucharský (Cervus elaphus bactrianus)
- rod Elaphurus
  - jelen milu (Elaphurus davidianus)